# Programa espacial británico
El programa espacial británico es el plan del gobierno del Reino Unido y otras partes interesadas en promover la participación británica en el mercado internacional de lanzamiento de satélites, construcción de satélites y otras actividades espaciales. Sin embargo, es de destacar que nunca ha sido una política del gobierno el crear un cuerpo de astronautas británico o colocar a un británico en la Luna. Por el contrario el objetivo ha sido el envío de satélites no tripulados. El gobierno del Reino Unido no participa en el financiamiento de la Estación Espacial Internacional. Recientemente, el gobierno británico ha modificado su desinterés en los lanzamientos tripulados y ha comenzado a brindar cierto apoyo al concepto de avión-espacial SSTO denominado Skylon.

## Origen del programa espacial
Antes de la Segunda Guerra Mundial ya existía un interés científico del Reino Unido en los viajes espaciales, especialmente entre los miembros de la Sociedad Británica Interplanetaria (fundada en 1933) entre los que se encontraban Sir Arthur C. Clarke, autor de los satélites geoestacionarios de telecomunicaciónes, el cual se unió al SBI después de la Segunda Guerra Mundial.
Como el resto de naciones involucradas en la carrera espacial de la postguerra, el interés del gobierno británico en el espacio fue principalmente militar. Los primeros programas reflejaban dicho interés. Como el resto de países, la mayoría del conocimiento se obtuvo de los científicos alemanes capturados que fueron persuadidos a trabajar para los británicos. Estos realizaron las primeras pruebas con cohetes V2 en la  Operación Backfire, tan sólo seis meses escasos después del fin de la guerra en Europa.
El trabajo inicial se llevó a cabo con misiles tierra-aire más pequeños como Blue Steel posteriormente se progresó hacia lanzamientos de cohetes orbitables de mayor tamaño..

## Lanzamientos británicos
Los británicos han lanzado varios cohetes y satélites. El programa espacial Ariel desarrolló seis satélites entre 1962 y 1979, todos ellos fueron lanzados por la NASA. A partir de 1950 tuvo lugar el desarrollo de un sistema de lanzamiento de un dispositivo nuclear, ambos en el Reino Unido y en Woomera en Australia. Falstaff, un cohete supersónico británico fue lanzado desde Woomera entre 1969 y 1979.. 
Los cohetes se probaban en la Isla Wight y ambos probados y lanzados desde Woomera. Estos incluían los cohetes Black Knight y Blue Streak y el Black Arrow, un cohete lanzado desde satélite basado en el Black Knight. El Black Arrow (R3) lanzó el Prospero X-3, el único satélite británico lanzado mediante un cohete completamente británico. La comunicación con dicho satélite terminó en 1996.